# Joppa antennator
Joppa antennator là một loài tò vò trong họ Ichneumonidae.